# Oxalidaceae
Las oxalidáceas (Oxalidaceae) son una familia de plantas herbáceas, aunque algunas son leñosas.  Forman esta familia unas 950 especies, ubicadas en regiones de cálidas a templadas. 
Las especies que integran esta familia presentan hojas alternas, compuestas, a menudo trifoliadas, con peciolos largos. Sus flores son hermafroditas, con simetría actinomorfa, diclamídeas, pentámeras, diplostemonas, monadelfos en la base, gineceo supero, pentacarpelar, sincárpico, con estilos libres. Las flores son solitarias o bien se encuentran en inflorescencias de tipo cimas. Los frutos son cápsulas loculicidas o bayas. Las semillas presentan un arilo carnoso.

## Sinonimia
- Averrhoaceae